# 메르세데스-벤츠 CL
메르세데스-벤츠 CL 클래스(Mercedes-Benz CL-Class)는 다임러 AG가 제조해 메르세데스-벤츠로 판매하는 승용차이다. S 클래스와 플랫폼 및 부품을 공유하며, 메르세데스-벤츠의 3 포인티드 스타 엠블럼이 본넷 위가 아닌 라디에이터 그릴 안에 위치하고 있는 게 S 클래스와는 다른 점이다. 원래 S 클래스 베이스의 플래그십 쿠페는 라인업 안에서 배기량을 나타내는 숫자 뒤에 SEC가 붙는 1개의 그레이드로서 존재하고 있었다. 1993년부터 S500 쿠페 및 S600 쿠페라고 하는 그레이드로 되었고, 1996년에 비로소 CL 클래스라는 별도의 차명으로 독립되었다. CL 클래스 중 CL600은 V12 엔진을 탑재했으며, 메르세데스-벤츠가 세계에 자랑하는 2도어 쿠페의 정점이다. 2013년에 S 클래스가 풀 모델 체인지를 거침에 따라 다시 S 클래스로 통합된다.

## 1세대(C140)

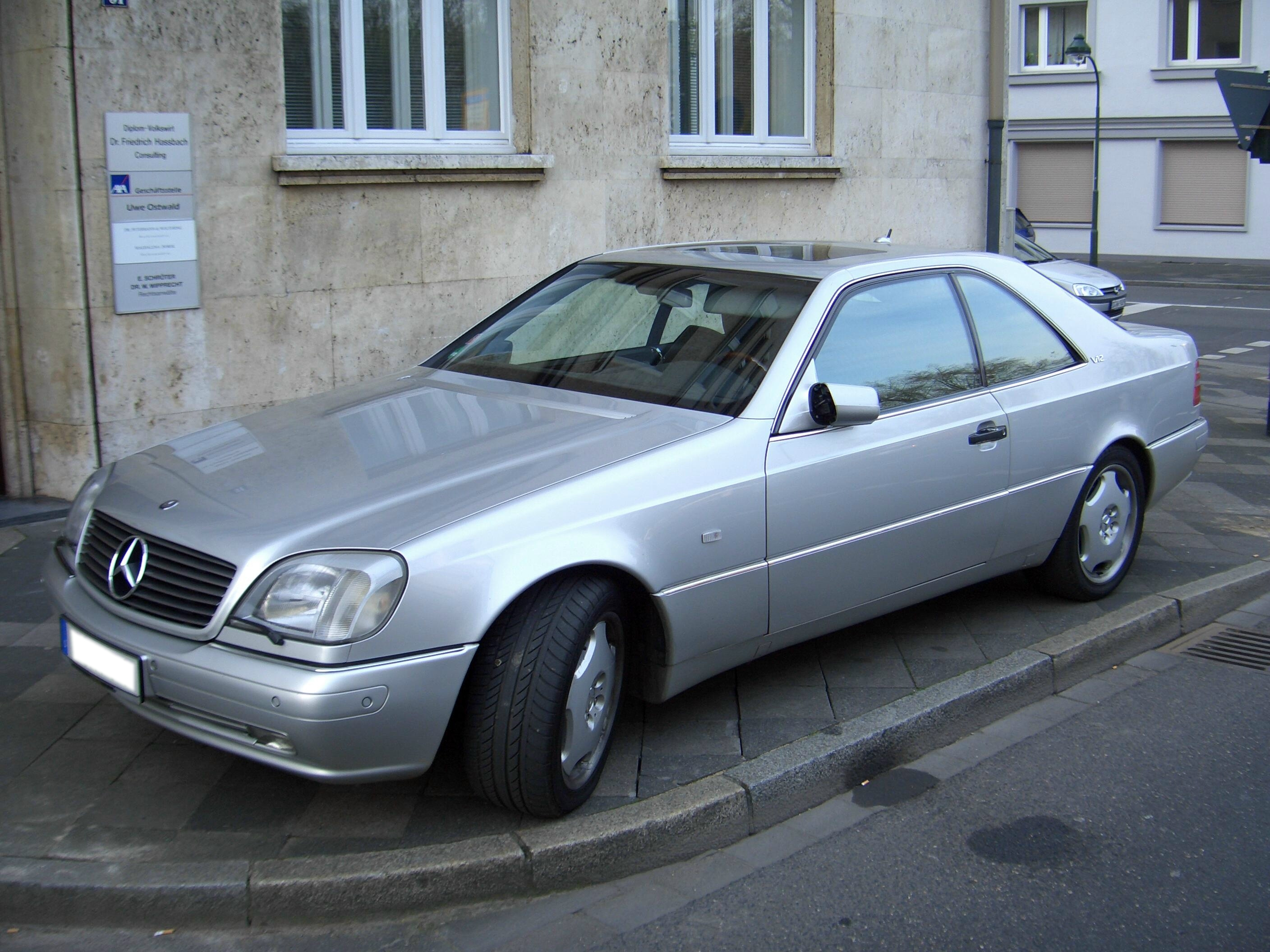
메르세데스-벤츠 CL 클래스 정측면

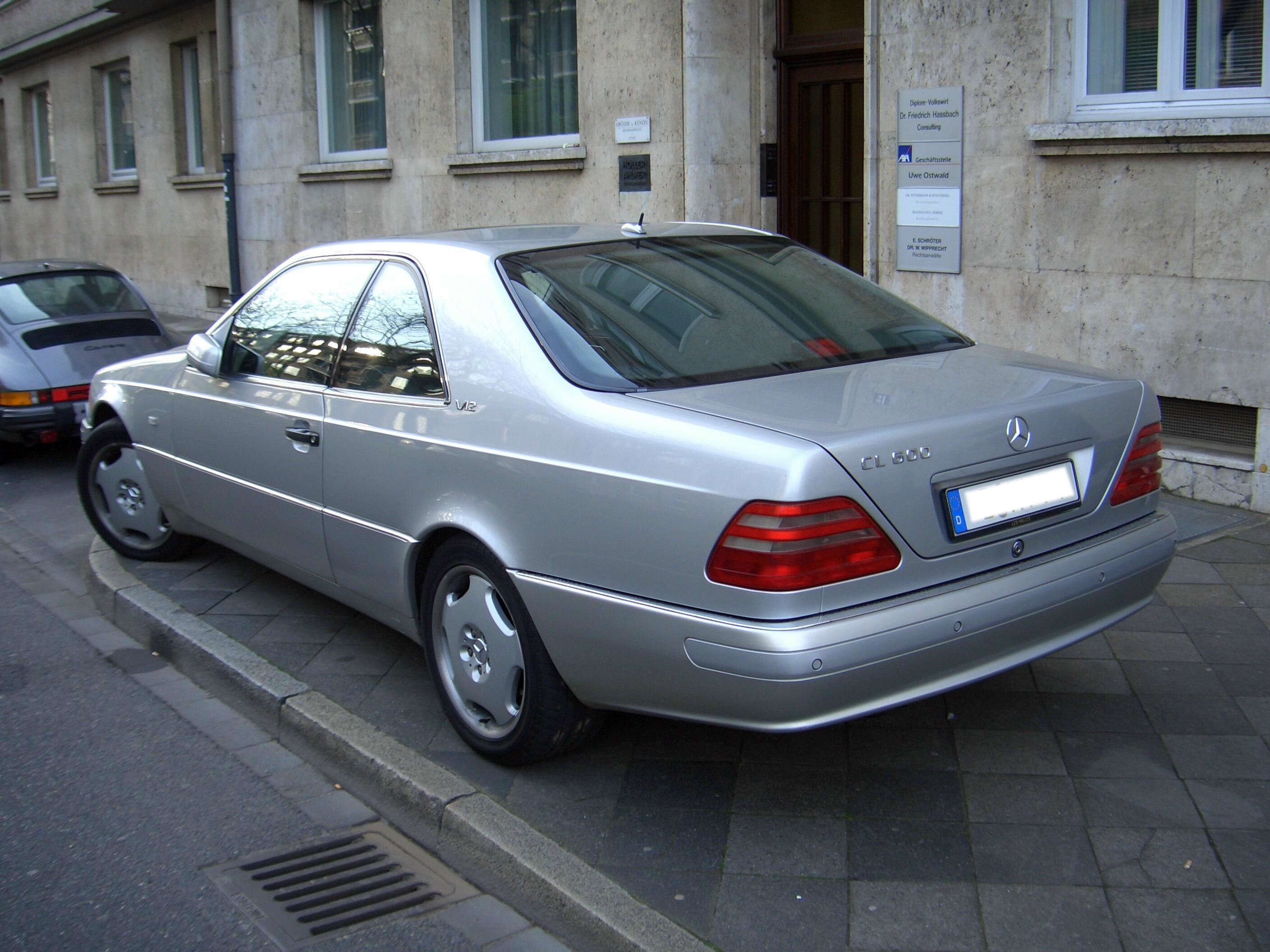
메르세데스-벤츠 CL 클래스 후측면

1992년 1월에 600SEC(S-Klasse Einspritzmotor Coup)로 발표되었다. S 클래스(W140)의 쿠페 버전으로, 1998년 9월까지 26,022대가 판매되었다. 1993년 6월에 명칭이 변경되어 S600 쿠페가 되었지만, 명칭 이외의 변경은 트렁크 리드의 엠블럼이 변경된 것 정도이다. 동시에 S500 쿠페가 추가되었다. 1996년 8월에 CL500 및 CL600으로 명칭을 바꾸며, 새롭게 설정된 CL 클래스에 이행되었다. 이때 전자 제어에 의해 연료 소비량을 줄이는 전자 제어 5단 자동변속기와 위험한 상황때에 각종 센서의 정보에 근거해 브레이크를 제어하는 ESP가 장착되었다.

## 2세대(C215)

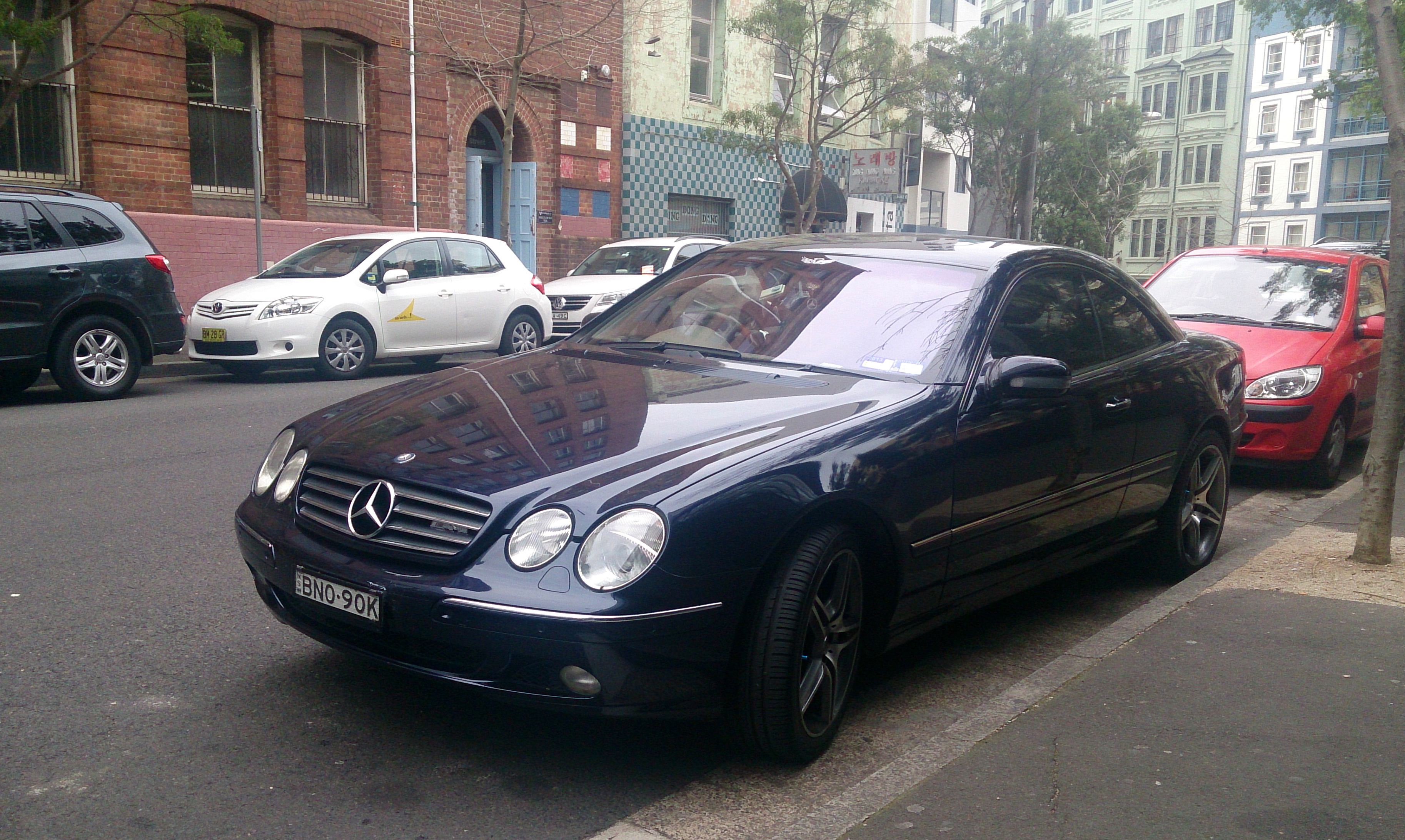
메르세데스-벤츠 CL 클래스 정측면

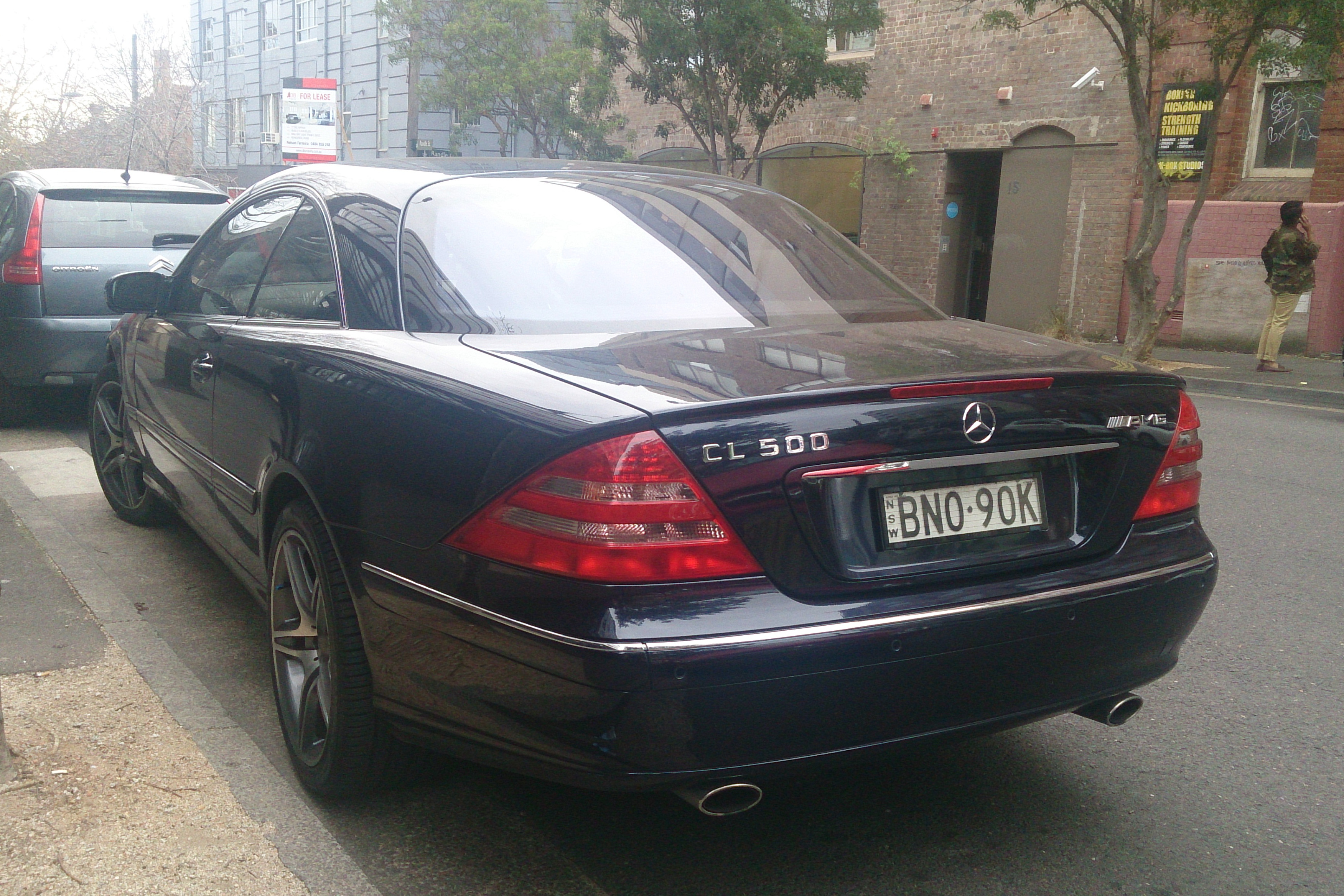
메르세데스-벤츠 CL 클래스 후측면

1998년에 출시되었다. S 클래스(W220)의 쿠페 버전이다. CL500이 먼저 나왔으며, 2000년에 CL600이 추가되었다. 액티브 서스펜션인 액티브 바디 컨트롤(ABC), 브레이크 어시스트 시스템(BAS), 바이 제논 헤드 램프 등이 적용되었다. CL500은 2003년부터 5단 자동변속기 대신 7단 자동변속기가 장착되었다. 이후 약간의 페이스 리프트를 거침과 동시에 엔진도 변경되었다.

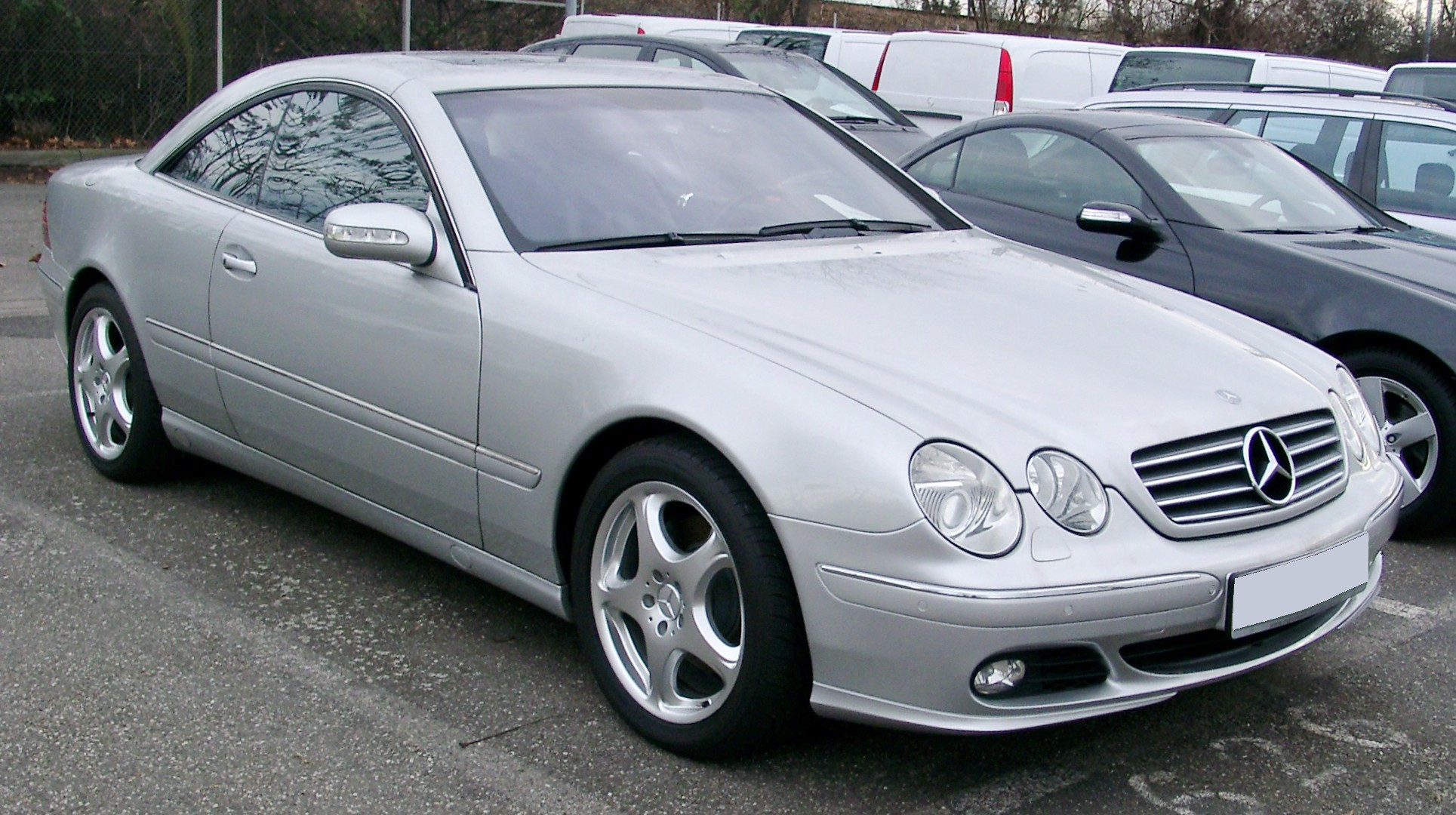
메르세데스-벤츠 CL 클래스(후기형) 정측면
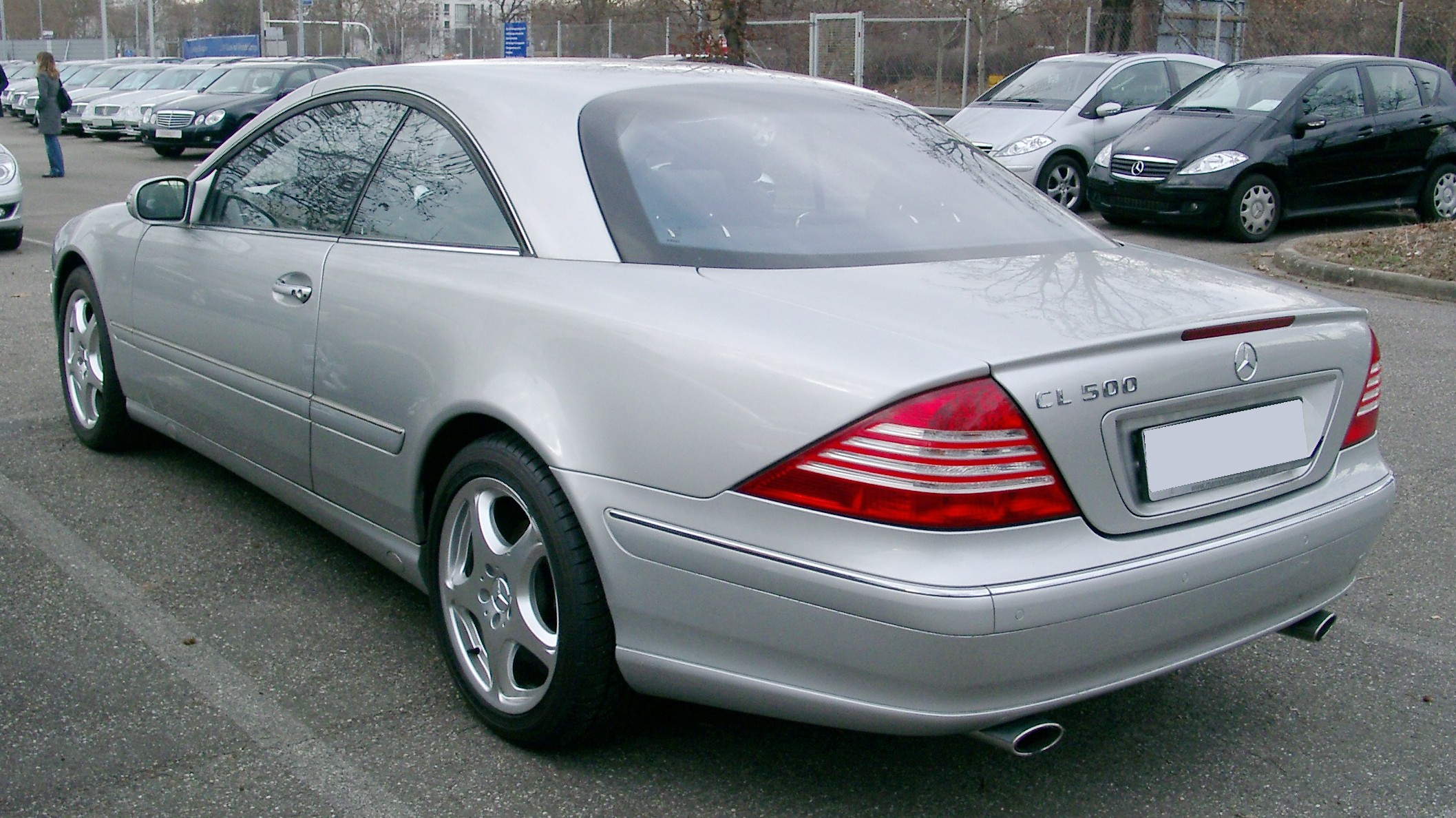
메르세데스-벤츠 CL 클래스(후기형) 후측면

## 3세대(C216)

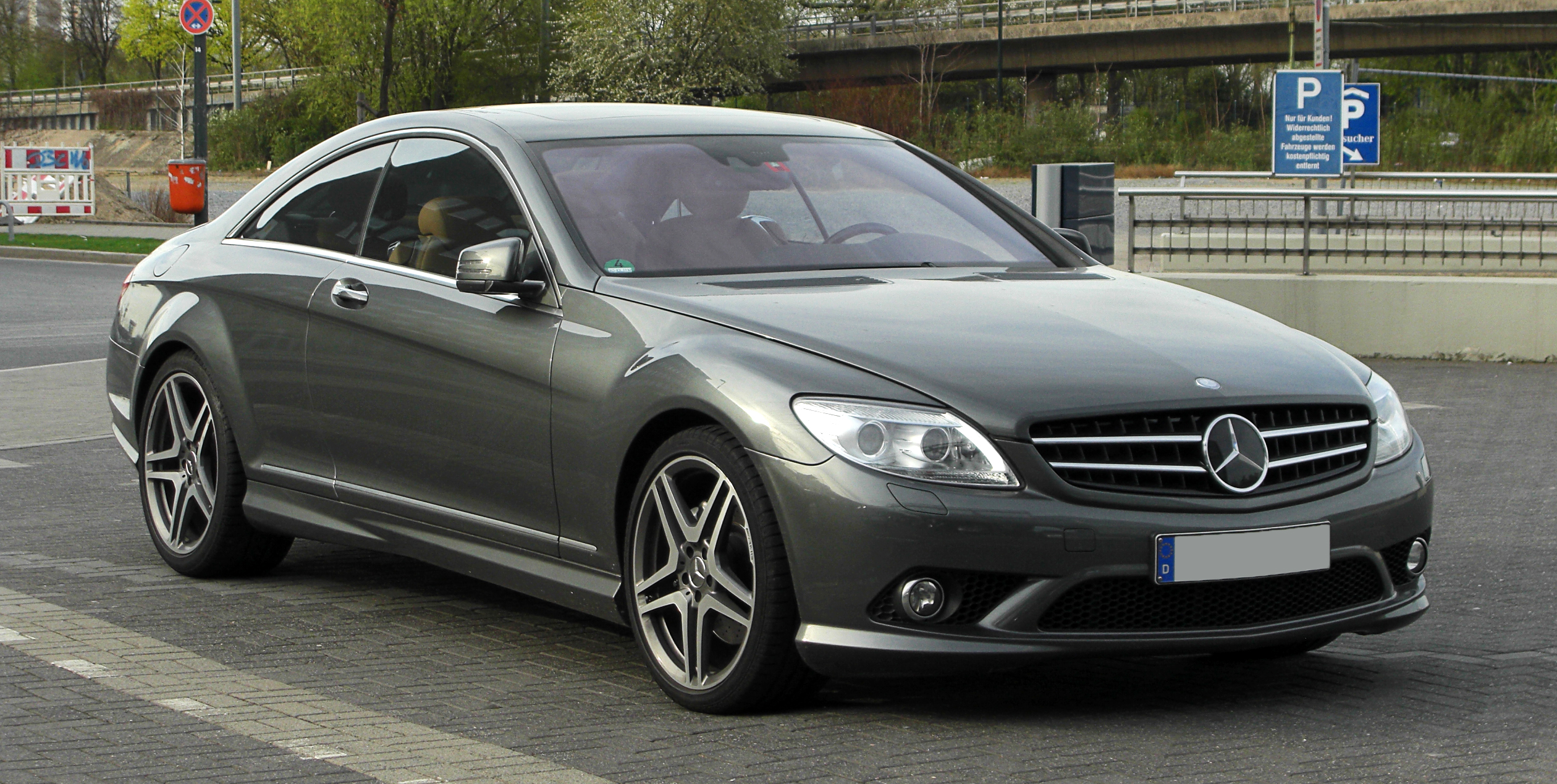
메르세데스-벤츠 CL 클래스(전기형) 정측면

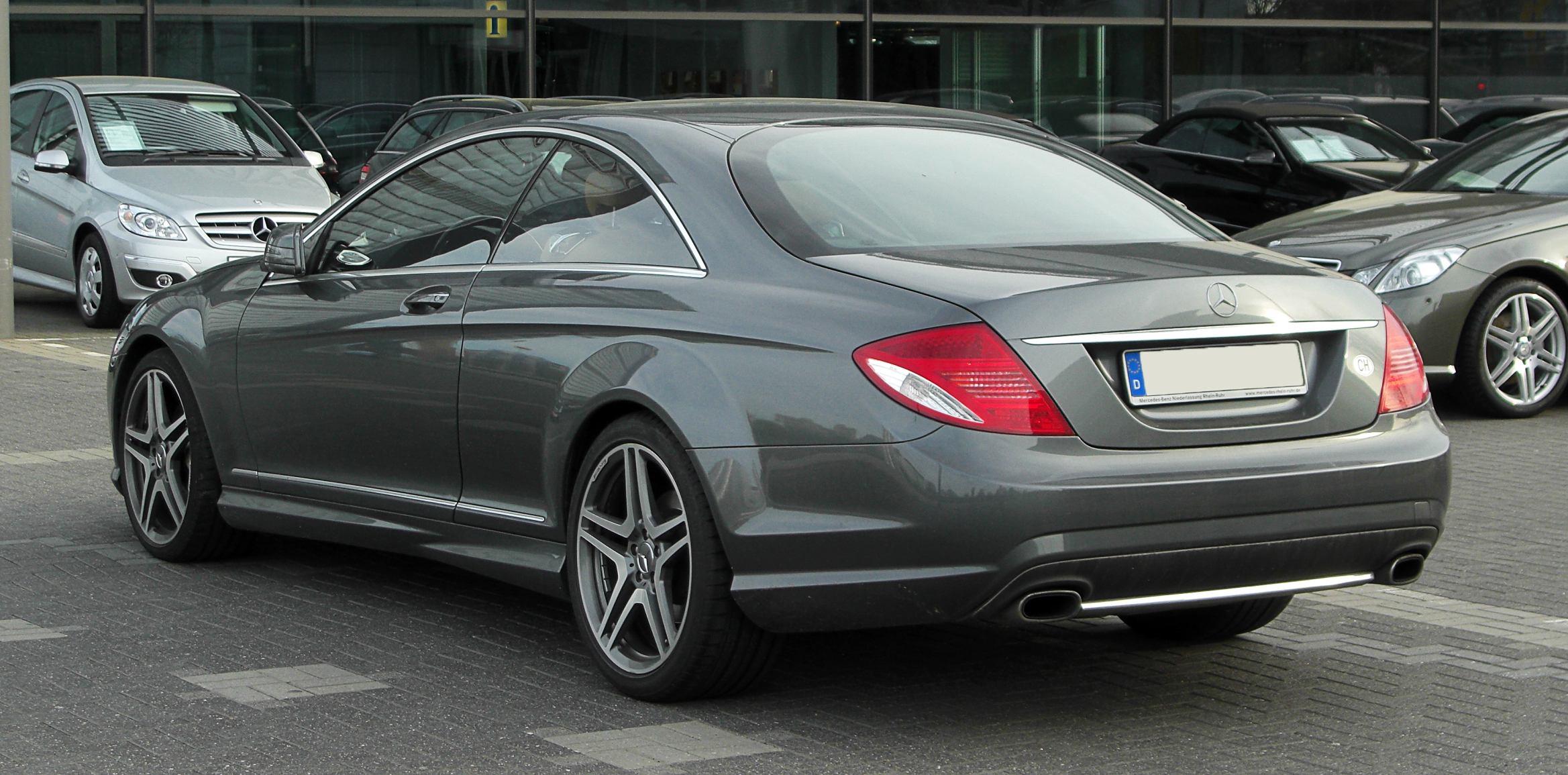
메르세데스-벤츠 CL 클래스(전기형) 후측면

2006년에 출시되었다. S 클래스(W221)의 쿠페 버전이다. 다채로운 기능이나 차량의 환경 설정을 조절할 수 있는 커맨드 시스템, 야간의 전방 시야를 영상으로 볼 수 있는 나이트 뷰 어시스트 등이 적용되었다. 2010년에 개최된 파리 모터쇼에서 페이스 리프트를 거친 모습이 공개되었다. 컬럼식 자동변속기가 달리고, 대한민국에는 고성능 AMG 버전만이 들어왔다. V8 6.2L 자연 흡기 엔진은 중간에 V8 5.5L 트윈 터보 엔진으로 변경이 있었다. 3세대를 마지막으로, CL 클래스는 다시 S 클래스에 통합된다.

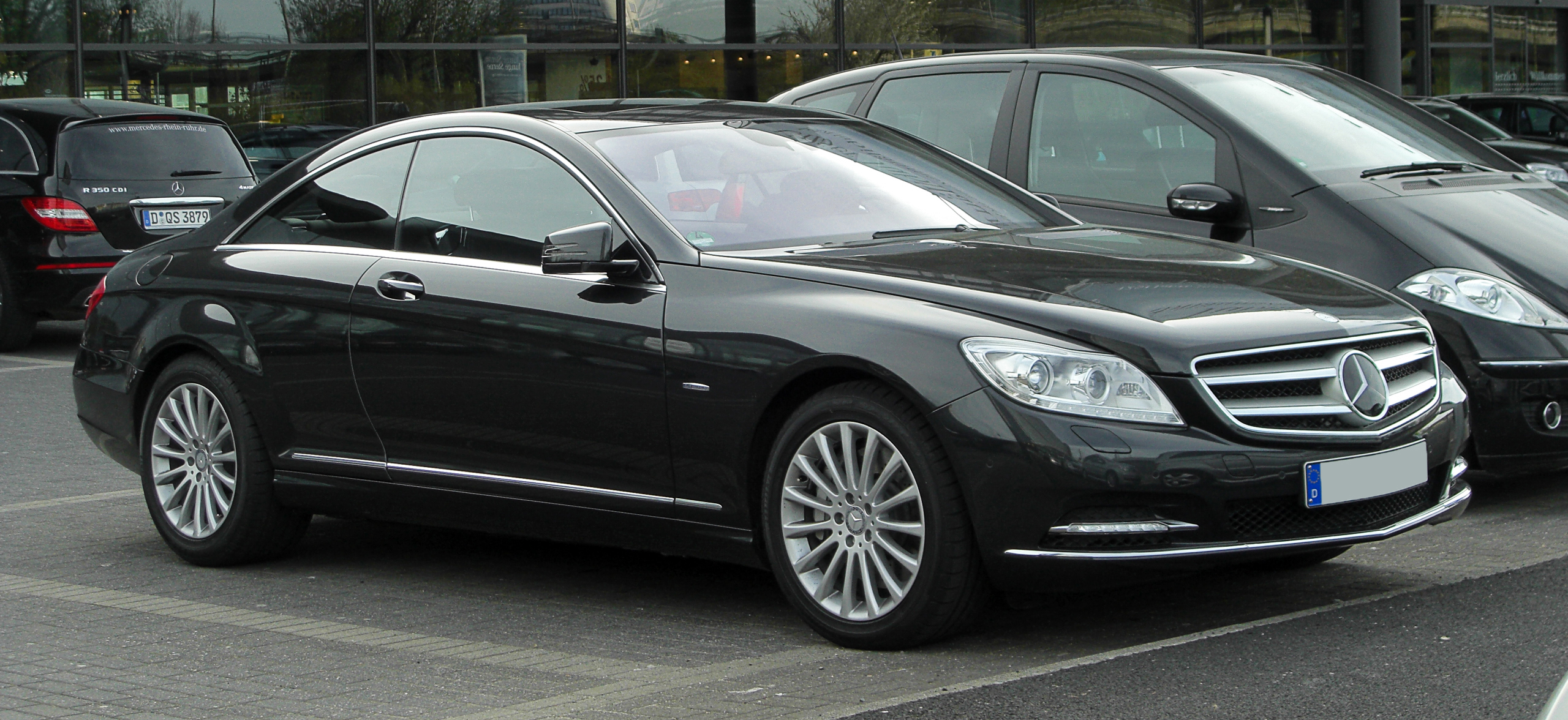
메르세데스-벤츠 CL 클래스(후기형) 정측면
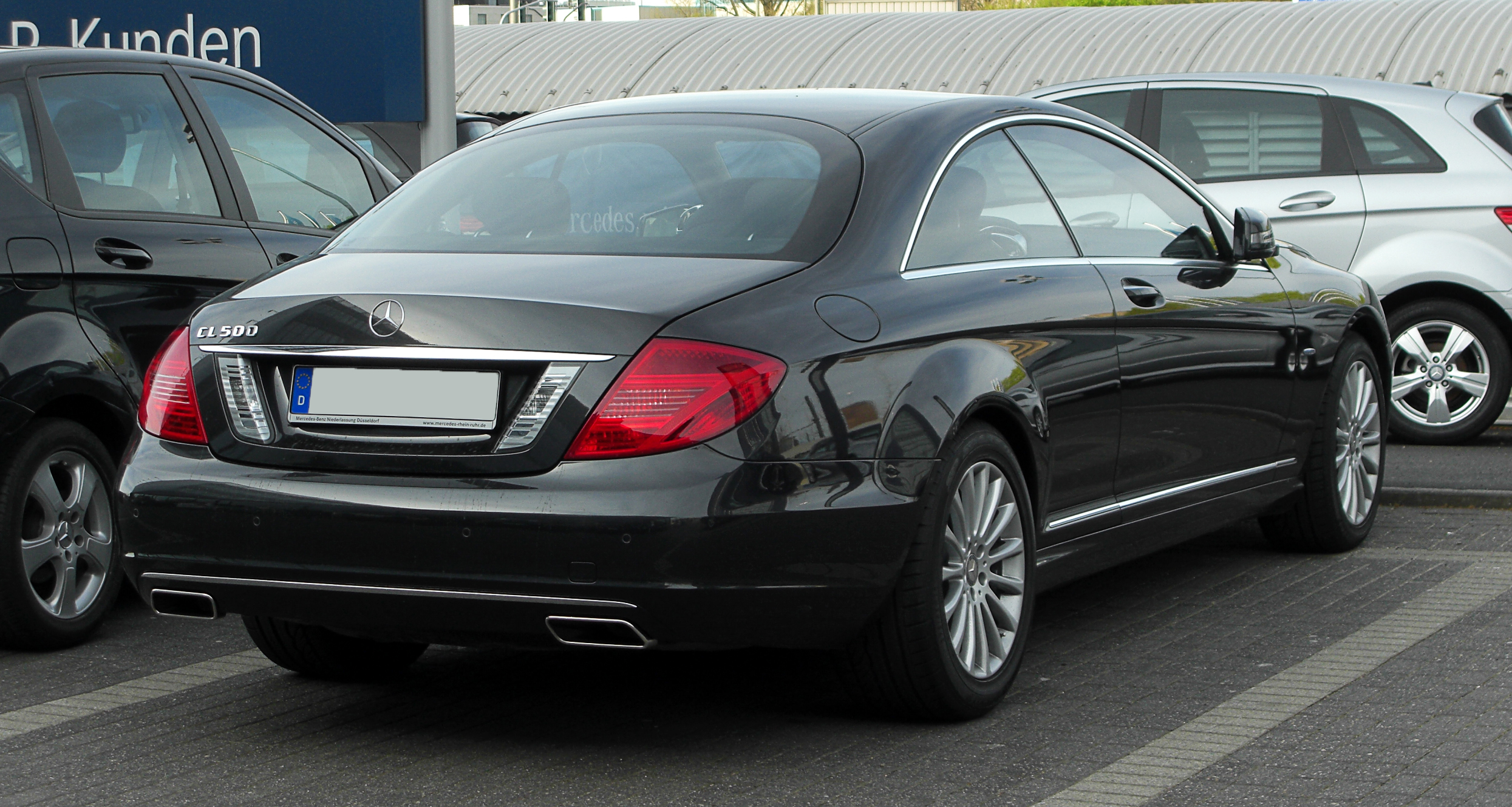
메르세데스-벤츠 CL 클래스(후기형) 후측면

## 같이 보기
- 벤틀리 컨티넨탈 GT